# Gran Premi de Suècia del 1973
Resultats del Gran Premi de Suècia de Fórmula 1 de la temporada 1973, disputat al circuit d'Anderstop el 17 de juny del 1973.

## Resultats
| Pos | No | Pilot                | Equip               | Voltes | Temps/ Retirada | Pos. de sortida | Punts |
| --- | -- | -------------------- | ------------------- | ------ | --------------- | --------------- | ----- |
| 1   | 7  | Denny Hulme          | McLaren - Ford      | 80     | 1h 56' 46. 0    | 6               | 9     |
| 2   | 2  | Ronnie Peterson      | Lotus - Ford        | 80     | + 4.039 s       | 1               | 6     |
| 3   | 6  | François Cevert      | Tyrrell - Ford      | 80     | + 14.667 s      | 2               | 4     |
| 4   | 10 | Carlos Reutemann     | Brabham - Ford      | 80     | + 18.068 s      | 5               | 3     |
| 5   | 5  | Jackie Stewart       | Tyrrell - Ford      | 80     | + 25.998 s      | 3               | 2     |
| 6   | 3  | Jacky Ickx           | Ferrari             | 79     | + 1 Volta       | 8               | 1     |
| 7   | 8  | Peter Revson         | McLaren - Ford      | 79     | + 1 Volta       | 7               |       |
| 8   | 15 | Mike Beuttler        | March - Ford        | 78     | + 2 Voltes      | 21              |       |
| 9   | 19 | Clay Regazzoni       | BRM                 | 77     | + 3 Voltes      | 12              |       |
| 10  | 24 | Carlos Pace          | Surtees - Ford      | 77     | + 3 Voltes      | 16              |       |
| 11  | 25 | Howden Ganley        | Iso Marlboro - Ford | 77     | + 3 Voltes      | 11              |       |
| 12  | 1  | Emerson Fittipaldi   | Lotus - Ford        | 76     | Caixa canvi     | 4               |       |
| 13  | 21 | Niki Lauda           | BRM                 | 75     | + 5 Voltes      | 15              |       |
| 14  | 16 | George Follmer       | Shadow - Ford       | 74     | + 6 Voltes      | 19              |       |
| Ret | 20 | Jean Pierre Beltoise | BRM                 | 57     | Motor           | 9               |       |
| Ret | 17 | Jackie Oliver        | Shadow - Ford       | 50     | Suspensions     | 17              |       |
| Ret | 23 | Mike Hailwood        | Surtees - Ford      | 41     | Neumàtics       | 10              |       |
| Ret | 14 | Jean Pierre Jarier   | March - Ford        | 38     | Part mecànica   | 20              |       |
| Ret | 12 | Graham Hill          | Shadow - Ford       | 16     | Encesa          | 18              |       |
| Ret | 11 | Wilson Fittipaldi    | Brabham - Ford      | 0      | Accident        | 12              |       |
| Ret | 27 | Reine Wisell         | March - Ford        | 0      | Suspensions     | 14              |       |

## Altres
- Pole: Ronnie Peterson 1' 23. 810

- Volta ràpida: Denny Hulme 1' 26. 146 (a la volta 7)